# Saint-André-de-Najac
Saint-André-de-Najac – miejscowość i gmina we Francji, w regionie Oksytania, w departamencie Aveyron. W 2013 roku jej populacja wynosiła 432 mieszkańców. Przez gminę przepływają rzeki Aveyron oraz Viaur. 